# 迪戈米耶站
迪戈米耶站（法語：Dugommier）是巴黎地鐵的車站之一，位於巴黎12區，得名于纪念雅克·弗朗索瓦·迪戈米耶将军的迪戈米耶路。迪戈米耶站是巴黎地鐵6號線的車站。迪戈米耶站開業於1909年3月1日。迪戈米耶站所在地曾有一座城門 。

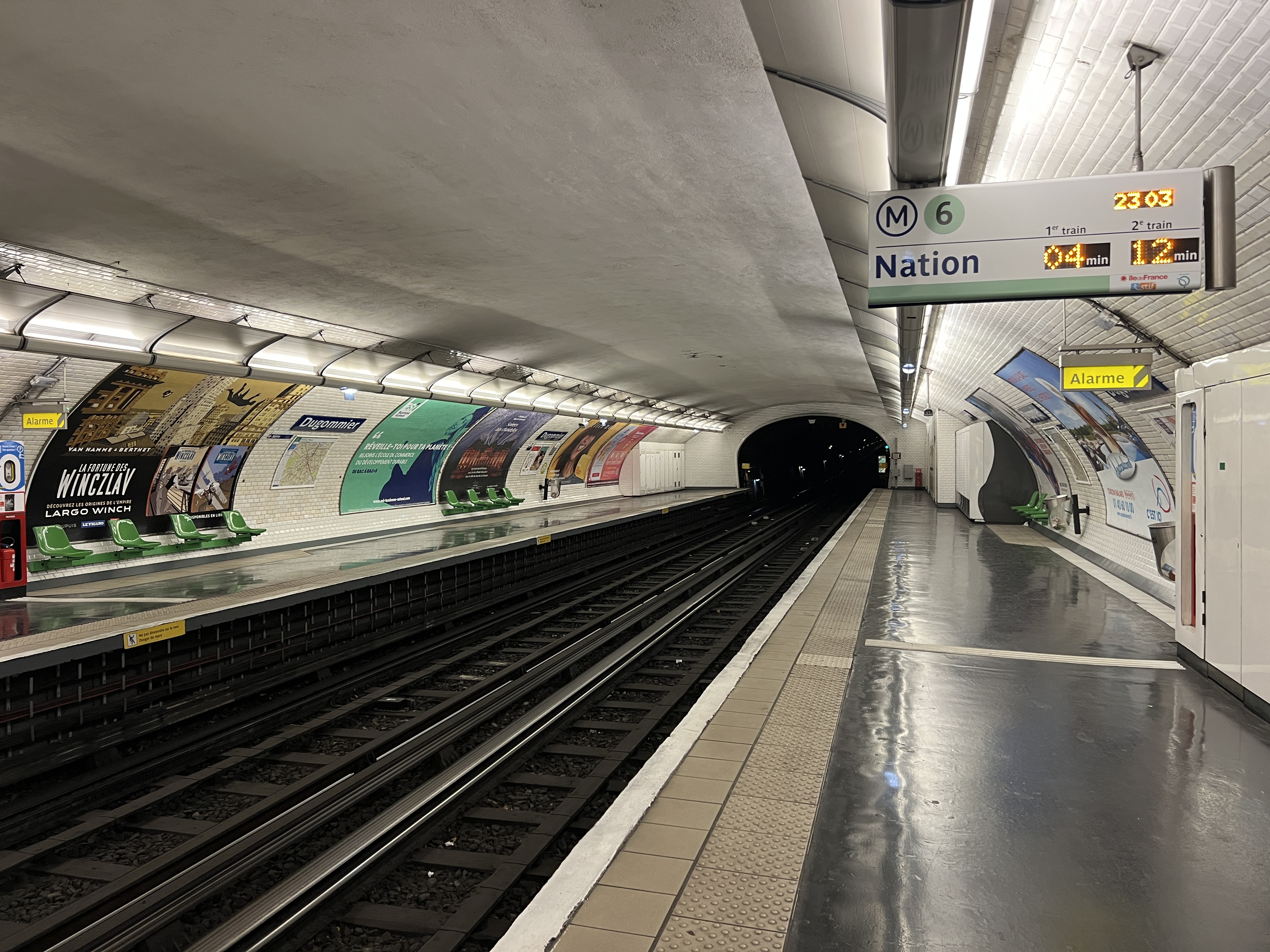
月台（2022年6月）

## 車站結構
| 街道層 |                    |                              |
| B1     | 月台連接夾層       |                              |
| 月台層 | 側式月台，右側開門 | 側式月台，右側開門           |
| 月台層 | 往夏爾·戴高樂-星形 | 往夏爾·戴高樂-星形（貝爾西） |
| 月台層 | 往民族             | 往民族（多梅尼爾）           |
| 月台層 | 側式月台，右側開門 |                              |